# Ansgarius (månekrater)
Ansgarius er et nedslagskrater på Månen. Det befinder sig på på Månens forside nær dens østlige rand. Set fra Jorden forekommer det ovalt på grund af perspektivisk forkortning, men dets rand er næsten cirkulær. Det er opkaldt efter "Nordens apostel", ærkebiskop Ansgar af Bremen (801-865).
Navnet blev officielt tildelt af den Internationale Astronomiske Union (IAU) i 1935. 

## Omgivelser
Nordvest for Ansgarius ligger La Pérouse-krateret, og syd for det ligger Behaimkrateret. 

## Karakteristika
Randen af Ansgarius er uden nedslidning af betydning og dens indre side falder i terrasser. Den sydvestlige rand fremtræder noget fladere og rækker ind i en ældre formation, hvoraf der kun resterer lidt, bortset fra dens vestre rand. Der er en udadgående kløft i den nord-nordøstlige væg. Den indre kraterbund i Ansgarius er relativt flad og har kun få småkratere i overfladen.

## Satellitkratere
De kratere, som kaldes satellitter, er små kratere beliggende i eller nær hovedkrateret. Deres dannelse er sædvanligvis sket uafhængigt af dette, men de får samme navn som hovedkrateret med tilføjelse af et stort bogstav. På kort over Månen er det en konvention at identificere dem ved at placere dette bogstav på den side af satellitkraterets midte, som ligger nærmest hovedkrateret. Ansgariuskrateret har følgende satellitkratere:
| Ansgarius | Længde  | Bredde  | Diameter |
| --------- | ------- | ------- | -------- |
| B         | 11,9° S | 83,8° Ø | 29 km    |
| C         | 14,8° S | 74,8° Ø | 14 km    |
| M         | 11,3° S | 78,8° Ø | 7 km     |
| N         | 11,9° S | 81,2° Ø | 10 km    |
| P         | 13,0° S | 75,9° Ø | 10 km    |

## Måneatlas
- Billeder af Ansgariuskrateret i LPI-måneatlasset